# San Juan Evangelista en Spinaceto (título cardenalicio)
San Juan Evangelista en Spinaceto es un título cardenalicio de la Iglesia Católica. Fue instituido por el papa Juan Pablo II en 1985.

## Titulares
- Miguel Obando y Bravo, S.D.B. (desde 25 de mayo de 1985 hasta 3 de junio de 2018)
- Álvaro Leonel Ramazzini Imeri (desde 5 de octubre de 2019 hasta la fecha)